# Deybi Flores
Deybi Aldair Flores (San Pedro Sula, 16 giugno 1996) è un calciatore honduregno, centrocampista del Toronto FC e dell'nazionale honduregna.

## Caratteristiche tecniche
È un mediano.

## Carriera

### Nazionale
Ha partecipato ai Mondiali Under-20 del 2015.
Ha esordito con la nazionale honduregna il 16 dicembre 2015 in occasione dell'amichevole vinta 2-0 contro Cuba.